# Großwelzheimer Badesee
Der Großwelzheimer Badesee, auch Weißsee oder Weilsee genannt, ist ein See bei Karlstein am Main im Landkreis Aschaffenburg in Unterfranken. Er ist ein Baggersee und entstand als Braunkohletagebau und wurde später zur Kiesgrube.

## Beschreibung
Der Großwelzheimer Badesee liegt im Großwelzheimer Tannenwald zwischen Karlstein und Kahl am Main, auf der Gemarkung des namensgebenden Ortes Großwelzheim. Der See mit einer Wasserfläche von etwa 12 ha gehört zur Kahler Seenplatte. Am südwestlichen Ufer verläuft die Bundesstraße 8 und dahinter liegt das Naturdenkmal Langer See. Im Westen befindet sich hinter der Bahntrasse der Hörsteiner See, direkt am Großwelzheimer Badesee liegt ein Campingplatz. Am Ostende ist noch das Kieswerk Weiß in Betrieb.